# Siervas de la Inmaculada Concepción de la Beata Virgen María (Silesia)
La Congregación de Hermanas Siervas de la Inmaculada Concepción de la Beata Virgen María de Silesia, (oficialmente en polaco: Zgromadzenie Sióstr Służebniczek Najświętszej Maryi Panny Niepokalanie Poczętej, Śląskie) es una congregación religiosa católica femenina de derecho pontificio, que se independizó, en 1897, de la congregación homónima, fundada por el religioso polaco Edmund Bojanowski, en Gostyń, en 1850. A las religiosas de este instituto se les conoce como Hermanas Siervas de la Inmaculada Concepción de Silesia.

## Historia

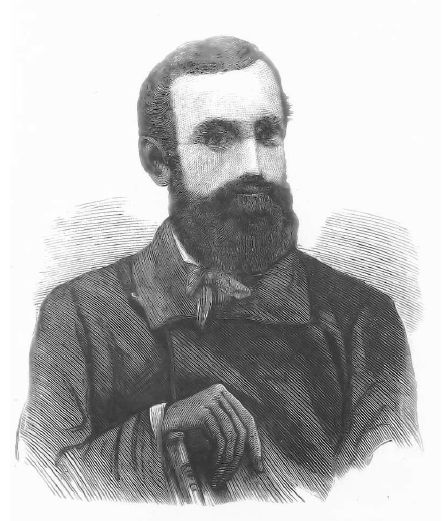
Edmund Bojanowski (1814-1871), fundador de la Congregación de las Siervas de la Inmaculada Concepción en 1850, que más tarde se dividió en cuatro ramas, una de las cuales es la de Silesia.

Luego de que el religioso polaco Edmund Bojanowski fundara la Congregación de las Siervas de la Inmaculada Concepción de la Beata Virgen María (1850), su obra tuvo gran aceptación en la sociedad polaca del tiempo, a causa de la cercanía de las religiosas con el pueblo. Ellas, que hablaban la lengua nativa y eran también polacas, se convirtieron en un símbolo de la unidad nacional. Esta situación de favor popular permitió un periodo de expansión por diversas ciudades de Polonia. Entre dichas fundaciones, se encontraba la casa asilo de Poręba, del 12 de mayo de 1866, desde donde se expandieron por toda la región de Silesia.
La situación de unidad de Polonia, y por tanto de la congregación se vio debilitada, por causa de la política de repartición de la nación entre los países potentes vecinos. En 1897 las comunidades presentes en Silesia, que pasaron en su mayor parte a depender del territorio de la Alemania unificada, se independizaron de la casa madre que quedó en territorio polaco. La rama de la congregación de Silesia recibió la aprobación pontificia en 1931, bajo el pontificado del papa Pío XI, con la cual se reconoció la total independencia de la congregación, la cual se ha mantenido, aunque si el territorio actual de la región de Silesia, en su mayor parte, fue restituido a Polonia.

## Organización
La Congregación de Hermanas Siervas de la Inmaculada Concepción de la Beata Virgen María de Silesia es un instituto religioso centralizado, cuyo gobierno es ejercido por la superiora general, a la que llaman Madre general, coadyuvada por su consejo. La división administrativa está compuesta por cinco provincias, cada una con su superiora provincial. La casa general se encuentra en Breslavia (Polonia).
Las Siervas de la Inmaculada Concepción de Silesia se dedican a la educación de la infancia, especialmente a los más necesitados. En su proyecto educacional se apoyan de la formación de hogar, resaltando el papel fundamental de la mujer en la formación de los niños.
En 2015, el instituto contaba con unas 718 religiosas y 110 casas, presentes en Alemania, Bielorrusia, Camerún, Canadá, Eslovaquia, Francia, Italia, Polonia, República Checa y Ucrania.